# Гринвуд, Уилсон
Уи́лсон Гри́нвуд (англ. Wilson Greenwood; 1868 — январь 1943) — английский футболист, крайний нападающий.

## Футбольная карьера
Уроженец Падиэма, Ланкашир, Гринвуд начал карьеру в любительском клубе «Бернли Блу Стар», после чего стал профессиональным футболистом, перейдя в «Брирфилд». В 1893 году стал игроком клуба «Аккрингтон». В сезоне 1894/95 выступал за клуб Первого дивизиона «Шеффилд Юнайтед», но провёл только 1 официальный матч в лиге. Затем перешёл в «Россендейл» (1895 год), «Рочдейл Атлетик» (август 1896 года) и «Уормли» (ноябрь 1897 года). Сезоны 1898/99 и 1899/1900 провёл в клубе Второго дивизиона «Гримсби Таун», сыграв за команду в общей сложности 64 матча и забив 15 мячей (57 мячей и 13 мячей — в лиге и 7 матчей и 2 мяча — в Кубке Англии).
В октябре 1900 года перешёл в клуб «Ньютон Хит» из Манчестера. Дебютировал за клуб 20 октября в матче против «Уолсолла» на стадионе «Бэнк Стрит». Всего провёл в основном составе «язычников» 3 матча в чемпионате и 1 матч в Большом кубке Манчестера (17 ноября 1900 года против «Рочдейла»). В июне 1901 года покинул команду.